# Stella Azzurra Roma
La Associazione Sportiva Stella Azzurra Roma es un equipo de baloncesto italiano que compite en la Serie B, la tercera categoría del país. Tiene su sede en Roma y disputa sus partidos en el Arena Altero Felici, que tiene un aforo para 600 espectadores.

## Historia
La sociedad se fundó en 1938, en el Collegio San Giuseppe - Istituto De Merode de la Plaza de España de Roma, pero no fue hasta terminada la guerra, ya en 1948, cuando se elaboraron unos estatutos. Ese año se afilió a la Federación italiana de baloncesto, y desde entonces ha jugado 22 temporadas en la máxima categoría del baloncesto transalpino, entre 1954 y 1966, y posteriormente su época dorada, en los años 70, alcanzando el cuarto puesto final en la Serie A, y al año siguiente, alcanzando las semmifinales de la Copa Korać en la que cayeron ante la Jugoplastika Split, finalmente campeones.

## Últimos resultados en liga
- 2012 - 11º Divisione Nazionale B, Grupo C
- 2013 - 14º Divisione Nazionale B, Grupo C
- 2014 - 12º Divisione Nazionale B, Grupo C
- 2015 - 11º Serie B, Grupo C
- 2016 - 11º Serie B, Grupo C

## Jugarores destacados
- Andrea Bargnani
- Steve Green
- Wilson Washington
- Dave Sorenson
- John Coughran